# Obnażacz berberysowy
Obnażacz berberysowy, obnażacz kwaśnicówka (Arge berberidis) – gatunek owada z rodziny obnażaczowatych.

## Zasięg występowania
Gatunek szeroko rozpowszechniony w Europie z wyjątkiem jej północnej części. Notowany w Austrii, Belgii, Bułgarii, Chorwacji, Czechach, Danii, we Francji, w Hiszpanii, Holanidi, Liechtensteinie, Luksemburgu, na Łotwie, w Macedonii Północnej, Niemczech, Polsce, Rumunii, na Słowacji, w Szwajcarii, na Ukrainie, Węgrzech oraz we Włoszech.
W Polsce pospolity w całym kraju.

## Budowa ciała
Osiąga 7–12 mm długości. U samicy na końcu odwłoka pokładełko w kształcie szczypcowatych wyrostków.
Ubarwienie ciała postaci dorosłych czarne, połyskujące. U samic kilka pierwszych tergitów może przybierać kolor ciemnowiśniowy. Samce mają delikatne paski na krańcach tergitów. Gąsienice białawe, z żółtymi plamkami na grzbiecie i czarnymi kropkami na całym ciele.

## Biologia i ekologia

### Biotop
Występuje w lasach i  ich skrajach, zaroślach, ogrodach, parkach i skwerach z udziałem berberysu. Lokalnie może występować masowo. Postacie dorosłe spotyka się na roślinach żywicielskich bądź pobliskich kwiatach.

### Odżywianie
Larwy żywią się liśćmi różnych gatunków berberysów. Imago prowadzą żer uzupełniający na kwiatach, zjadając nektar i pyłek.

### Cykl życiowy i rozród
W ciągu roku występują dwa pokolenia. Imago pierwszego pokolenia pojawiają się w maju. Samice składają jaja w charakterystycznych kieszeniach wyciętych pokładełkiem z boku blaszki liściowej, po kilka-kilkanaście sztuk w jednej. Młode gąsienice żerują gromadnie wygryzając zatoki na brzegach liści, starsze zaś, zjadają liście w całości. Dorosłe larwy spadają do gleby gdzie budują dwuwarstwowy kokon, w którym w ciągu 4-5 tyg. następuje przepoczwarczenie. Postacie dorosłe drugiego pokolenia pojawiają się zwykle w połowie lipca. Składanie jaj następuje na przełomie lipca i sierpnia, gąsienice zaś żerują do końca sierpnia lub września, po czym spadają do gleby, gdzie zimują w kokonach jako larwy, przepoczwarczenie zaś następuje wiosną.

## Znaczenie dla człowieka
Jest uznawany za szkodnika zieleni ozdobnej. Jego żerowanie prowadzi do znacznego zmniejszenia walorów estetycznych krzewów berberysu. Szczególne szkody wyrządzają gąsienice drugiego pokolenia, które w sprzyjających warunkach pogodowych mogą występować bardzo licznie, oraz, w przeciwieństwie do żeru pierwszego, wiosennego pokolenia, rośliny nie uzupełniają spowodowanych przez nie ubytków liści nowymi przyrostami. Ich żerowanie może doprowadzić nawet do całkowitego ogołocenia krzewów.
W celu zwalczania przeprowadza się opryski preparatami kontaktowymi: wiosną po pojawieniu się pierwszych owadów, oraz ewentualnie, w przypadku pojawu drugiego pokolenia, oprysk należy powtórzyć w lipcu bądź na początku sierpnia. W czasie zimowania i przepoczwarczania bardzo wysoką skuteczność w zwalczaniu mają nicienie owadobójcze.